# Campionati del mondo di atletica leggera 2023 - Lancio del giavellotto maschile
La gara del lancio del giavellotto maschile dei campionati del mondo di atletica leggera 2023 si è svolta tra il 25 e il 27 agosto 2023 al Centro nazionale di atletica leggera di Budapest, in Ungheria.

## Podio
| Pos.    | Atleta         | Nazionalità | Misura  |
| ------- | -------------- | ----------- | ------- |
| Oro     | Neeraj Chopra  | India       | 88,17 m |
| Argento | Arshad Nadeem  | Pakistan    | 87,82 m |
| Bronzo  | Jakub Vadlejch | Rep. Ceca   | 86,67 m |

## Situazione pre-gara

### Record
Prima di questa competizione, il record del mondo (RM) e il record dei campionati (RC) erano i seguenti.
| Record                | Prestazione | Atleta                | Data                            | Competizione  |
| --------------------- | ----------- | --------------------- | ------------------------------- | ------------- |
| Record mondiale       | 98,48 m     | Jan Železný Rep. Ceca | 25 maggio 1996 Jena, Germania   |               |
| Record dei campionati | 92,80 m     | Jan Železný Rep. Ceca | 12 agosto 2001 Edmonton, Canada | Mondiali 2001 |

### Campioni in carica
I campioni in carica, a livello mondiale e olimpico, erano:
| Campione | Atleta                  | Prestazione | Data                                         | Competizione         |
| -------- | ----------------------- | ----------- | -------------------------------------------- | -------------------- |
| Olimpico | Neeraj Chopra India     | 87,58 m     | 7 agosto 2021 Tokyo, Giappone                | Giochi olimpici 2021 |
| Mondiale | Anderson Peters Grenada | 90,54 m     | 23 luglio 2022 Eugene, Stati Uniti d'America | Mondiali 2019        |

### La stagione
Prima di questa gara, gli atleti con le migliori tre prestazioni dell'anno erano:
| Pos. | Atleta                   | Prestazione | Data                            |
| ---- | ------------------------ | ----------- | ------------------------------- |
| 1    | Jakub Vadlejch Rep. Ceca | 89,51 m     | 13 giugno 2023 Turku, Finlandia |
| 2    | Julian Weber Germania    | 88,72 m     | 8 luglio 2023 Kassel, Germania  |
| 3    | Neeraj Chopra India      | 88,67 m     | 5 maggio 2023 Doha, Qatar       |

## Risultati

### Qualificazione
Qualificazione: gli atleti che raggiungono i 83,00 m (Q) o le migliori 12 misure (q).
| Pos. | Gruppo | Nome                     | Nazione           | Prova | Prova | Prova | Misura | Note |
| Pos. | Gruppo | Nome                     | Nazione           | 1     | 2     | 3     | Misura | Note |
| ---- | ------ | ------------------------ | ----------------- | ----- | ----- | ----- | ------ | ---- |
| 1    | A      | Neeraj Chopra            | India             | 88.77 |       |       | 88.77  | Q,   |
| 2    | B      | Arshad Nadeem            | Pakistan          | 70.63 | 81.53 | 86.79 | 86.79  | Q    |
| 3    | B      | Jakub Vadlejch           | Rep. Ceca         | 81.34 | 83.50 |       | 83.50  | Q    |
| 4    | A      | Julian Weber             | Germania          | 81.05 | 82.39 | 80.83 | 82.39  | q    |
| 5    | B      | Edis Matusevičius        | Lituania          | 78.44 | 82.35 | -     | 82.35  | q    |
| 6    | A      | D.P. Manu                | India             | 78.10 | 81.31 | 72.40 | 81.31  | q    |
| 7    | A      | Dawid Wegner             | Polonia           | 76.50 | 81.25 | 75.74 | 81.25  | q    |
| 8    | B      | Ihab Abdelrahman         | Egitto            | 80.75 | x     | x     | 80.75  | q    |
| 9    | B      | Kishore Jena             | India             | 80.55 | 78.07 | x     | 80.55  | q    |
| 10   | B      | Oliver Helander          | Finlandia         | x     | 80.19 | x     | 80.19  | q    |
| 11   | B      | Timothy Herman           | Belgio            | 73.00 | 80.11 | -     | 80.11  | q    |
| 12   | B      | Andrian Mardare          | Moldavia          | 79.78 | 77.27 | 79.00 | 79.78  | q    |
| 13   | A      | Toni Kuusela             | Finlandia         | 79.27 | x     | x     | 79.27  |      |
| 14   | A      | Genki Dean               | Giappone          | 78.21 | 78.57 | 79.21 | 79.21  |      |
| 15   | B      | Cyprian Mrzygłód         | Polonia           | 78.28 | 78.49 | 77.35 | 78.49  |      |
| 16   | A      | Anderson Peters          | Grenada           | 78.02 | 77.51 | 78.49 | 78.49  |      |
| 17   | A      | Julius Yego              | Kenya             | x     | 78.42 | 76.68 | 78.42  |      |
| 18   | B      | Lassi Etelätalo          | Finlandia         | 76.89 | 78.19 | x     | 78.19  |      |
| 19   | B      | Cameron McEntyre         | Australia         | x     | 75.44 | 78.10 | 78.10  |      |
| 20   | B      | Luiz Mauricio da Silva   | Brasile           | 68.25 | 77.70 | 74.17 | 77.70  |      |
| 21   | A      | Patriks Gailums          | Lettonia          | 77.20 | 77.43 | x     | 77.43  |      |
| 22   | A      | Kenji Ogura              | Giappone          | 76.65 | x     | 75.70 | 76.65  |      |
| 23   | B      | György Herczeg           | Ungheria          | 72.31 | 76.18 | x     | 76.18  |      |
| 24   | A      | Capers Williamson        | Stati Uniti       | 76.10 | x     | x     | 76.10  |      |
| 25   | B      | Alexandru Novac          | Romania           | 75.75 | 74.61 | 74.67 | 75.75  |      |
| 26   | B      | Jakob Samuelsson         | Svezia            | 73.81 | x     | 75.50 | 75.50  |      |
| 27   | A      | Douw Smit                | Sudafrica         | 64.29 | 75.03 | 71.21 | 75.03  |      |
| 28   | A      | Felise Vaha'i Sosaia     | Francia           | 68.23 | 74.80 | x     | 74.80  |      |
| 29   | B      | Rolands Štrobinders      | Lettonia          | 74.46 | 73.98 | x     | 74.46  |      |
| 30   | A      | Curtis Thompson          | Stati Uniti       | 72.46 | 72.99 | 74.21 | 74.21  |      |
| 31   | A      | Leandro Ramos            | Portogallo        | 66.02 | 74.03 | 73.55 | 74.03  |      |
| 32   | B      | Artur Felfner            | Ucraina           | x     | x     | 73.81 | 73.81  |      |
| 33   | A      | Gatis Čakšs              | Lettonia          | x     | 72.34 | 73.42 | 73.42  |      |
| 34   | A      | Pedro Henrique Rodrigues | Brasile           | x     | 67.11 | 72.34 | 72.34  |      |
| -    | B      | Ethan Dabbs              | Stati Uniti       | x     | x     | x     | nm     |      |
| -    | B      | Yuta Sakiyama            | Giappone          | x     | x     | x     | nm     |      |
| -    | A      | Keshorn Walcott          | Trinidad e Tobago |       |       |       | dns    |      |

### Finale
La finale è iniziata il 27 agosto 2023, alle ore 20:16.
| Pos.    | Nome              | Nazione   | Gruppo | Gruppo | Gruppo | Gruppo | Gruppo | Gruppo | Misura | Note                                     |
| Pos.    | Nome              | Nazione   | 1      | 2      | 3      | 4      | 5      | 6      | Misura | Note                                     |
| ------- | ----------------- | --------- | ------ | ------ | ------ | ------ | ------ | ------ | ------ | ---------------------------------------- |
| Oro     | Neeraj Chopra     | India     | x      | 88.17  | 86.32  | 84.64  | 87.73  | 83.96  | 88.17  |                                          |
| Argento | Arshad Nadeem     | Pakistan  | 74.80  | 82.81  | 87.82  | 87.15  | x      | 81.86  | 87.82  | Miglior prestazione personale stagionale |
| Bronzo  | Jakub Vadlejch    | Rep. Ceca | 82.59  | 84.18  | 83.65  | 83.62  | 86.67  | x      | 86.67  |                                          |
| 4       | Julian Weber      | Germania  | 80.43  | 85.79  | 76.86  | 82.55  | 82.81  | 79.01  | 85.79  |                                          |
| 5       | Kishore Jena      | India     | 75.70  | 82.82  | x      | 80.19  | 84.77  | x      | 84.77  | Miglior prestazione personale stagionale |
| 6       | D. P. Manu        | India     | 78.44  | x      | 83.72  | x      | 83.48  | 84.14  | 84.14  |                                          |
| 7       | Oliver Helander   | Finlandia | 83.38  | 81.44  | x      | x      | x      | 82.85  | 83.38  |                                          |
| 8       | Edis Matusevičius | Lituania  | 75.13  | 80.42  | 82.29  | 79.17  | x      | 77.53  | 82.29  |                                          |
| 9       | Dawid Wegner      | Polonia   | 78.19  | 74.60  | 80.75  |        |        |        | 80.75  |                                          |
| 10      | Ihab Abdelrahman  | Egitto    | 80.64  | 78.94  | x      |        |        |        | 80.64  |                                          |
| 11      | Andrian Mardare   | Moldavia  | 79.66  | 79.24  | 79.49  |        |        |        | 79.66  |                                          |
| 12      | Timothy Herman    | Belgio    | 72.17  | 74.56  | x      |        |        |        | 74.56  |                                          |